# Citiworks
Die Citiworks AG (Eigenschreibweise: citiworks) ist ein im Jahr 2000 gegründetes deutsches Energiehandels- und Energiedienstleistungsunternehmen mit Sitz in Darmstadt.
Das Unternehmen ist als Dienstleister für Energieversorger, Stadtwerke, Weiterverteiler, Kraftwerksbetreiber, Netzbetreiber und Kooperationen tätig und beschäftigt ca. 18 Mitarbeiter in den Bereichen Energiehandel, Portfoliomanagement und IT.
Der Sitz der Gesellschaft wurde in der zweiten Jahreshälfte 2012, nach dem Austritt der Stadtwerke München und der Stadtwerke Mainz aus dem Gesellschafterkreis, von München nach Darmstadt verlegt, wo auch die heutige Muttergesellschaft, die ENTEGA AG, ihren Sitz hat.

## Produkte und Dienstleistungen
Den Kern des Dienstleistungsangebots bildet der Zugang zu den Spot- und Terminmärkten im Energiesektor. Neben dem Handel mit den Commodities Strom, Gas, Kohle sowie CO2-Zertifikaten bietet das Unternehmen seinen Kunden weitere, der Energiebeschaffung vor- oder nachgelagerte Prozesse als Dienstleistung an:
- Marktzugang Energiehandel
- Automatisierter Intraday-Handel (Algo-Trading)
- Portfoliomanagement
- Bilanzkreismanagement
- Fahrplan- und Nominierungsmanagement
- Direktvermarktung von EEG-Anlagen
- Herkunftsnachweise und Grünstromprodukte
- Marktinformationen
- Risikoreporting
- Last- und Einspeiseprognosen
- Weitere Energiehandelsdienstleistungen